# レーネ
レーネまたは リョーネ（ドイツ語: Löhne, ドイツ語発音: [ˈløːnə] ( 音声ファイル)、低地ドイツ語: Loihe, Loine）は、ドイツ連邦共和国ノルトライン＝ヴェストファーレン州ヘルフォルト郡に属す中規模都市である。ビーレフェルトの北東約 25 km に位置する。人口約41,000人の本市は、ヘルフォルト郡で3番目に大きな自治体である。市に昇格したのは1969年である。レーネは家具産業にとって重要な街であり、このため「キッチンの世界都市」と称している。かつての重要な交通の乗り換え地という機能は、20世紀後半に失われた。

## 地理

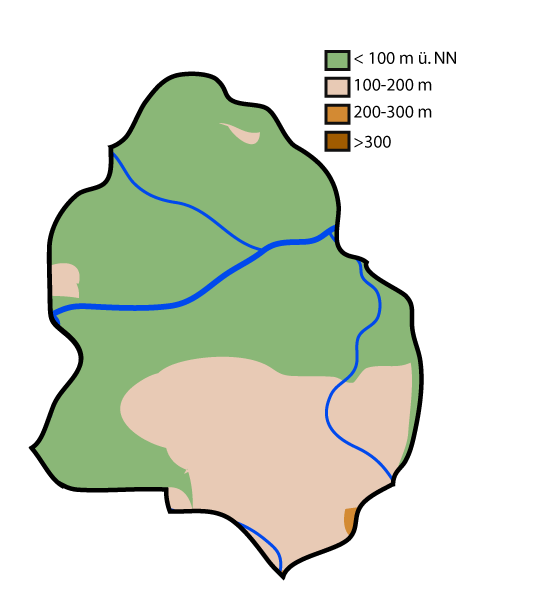
レーネの高度分布

### 位置
レーネは、ヴェーザーベルクラントの麓にあたるラーフェンスベルガー盆地の丘陵地に位置する。市内の多くの場所から北に約 10 km 離れたヴィーエン山地の山並みを見ることができる。最寄りの大都市は、25 km 南西のビーレフェルトと 50 km 西に位置するオスナブリュックである。ニーダーザクセン州の州都であるハノーファーは、本市の東約 80 km に位置している。

### 隣接する市町村
レーネ市は、北はヒュルホルスト、東はバート・エーンハウゼン（ともにミンデン＝リュベッケ郡）、南東はフロートー、南はヘルフォルト、南西はヒデンハウゼン、西はキルヒレンゲルン（以上、いずれもヘルフォルト郡）と境を接している。

### 自然環境
レーネは、自然環境上3つの部分で構成される。エルゼ＝ヴェレ低地の一部であるヴェレ低地が、中央部を 1 - 2 km の幅で東西に伸びている。ヴェレ川は、初め南から流れてきて南西の市境をなした後、渓谷部に入る。キルヒレンゲルンとの市境でエルゼ川と合流した後、流れを東向きに変えて、市域の中央を東西に貫通する。この川がバート・エーンハウゼン市に抜けてゆく付近が、海抜 48 m の市内最低地点にあたる。市の北部はクヴェルンハイマー丘陵である。その西部のオーベルンベッカー・エッゲや北部のグリミングハウゼン・ヘーエ付近は、おおむね55 – 80 m であるが、高い場所ではそれぞれ約 105 m に達する。南部はより急峻なエーンハウゼナー丘陵である。ここは主に 80 m 以上の土地で、フロートーおよびヘルフォルトとの市境に近いドルンベルガー・ハイデでは海抜 177 m まで達する。
北から流れてくる重要な支流、レーマーロー＝メンニヒヒュッファー・ミューレンバッハ川がウーレンブルク市区でヴェレ川に合流する。南の重要な支流であるミッテルバッハ川は、フロートー市のシュタインエッゲ地区から湧出する。

### 気候
この地域で支配的なのは大西洋の海洋性気候である。詳しい気候データは、約 15 km 離れたヘルフォルトの長期平均値（1971年 - 2000年）が参考になる。レーネのデータは、ヴェレ川沿いの地形が似ていることから、湿度などの差異はほとんどない。

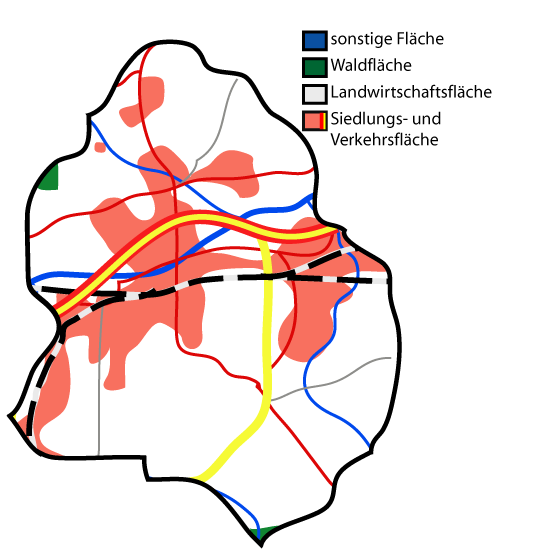
レーネの土地利用状況。赤が住宅・交通用地、白が農業用地、緑が森林である。

#### 市域の広がりと土地利用
レーネの面積は約 60 km2 で、南北 9 km、東西 7 km の広がりを持つ。本市は人口密度が高く、宅地化が強く進行している。本市は、オストヴェストファーレン＝リッペ北部の人口密集地域の一部である。この人口密集地域は、ギュータースロー郡からビーレフェルトやヘルフォルトを経てミンデンにまで広がっている。ゴーフェルト市区の大部分を、バート・エーンハウゼンと一体化した住宅地が占めている。広範囲にわたる肥沃な土地は、主に穀物、トウモロコシ、ナタネの農耕に集約的に利用されている。森林は少ない。以下の表に土地利用の詳細を示す。

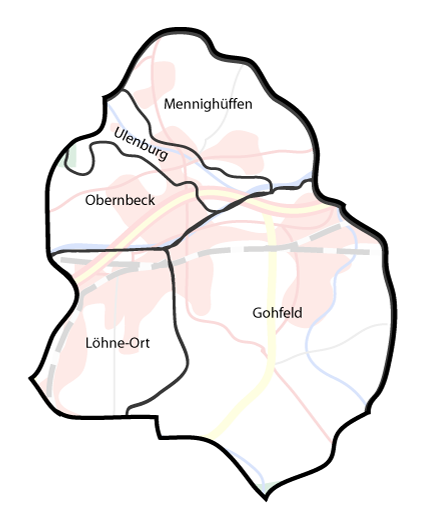
レーネの市区地図

| 用途別面積 | 住宅・交通用地 | 農業用地 | 森林  | その他 |
| ---------- | -------------- | -------- | ----- | ------ |
| 面積 (ha)  | 2,181          | 3,351    | 332   | 88     |
| 占有率     | 36.7 %         | 56.3 %   | 5.6 % | 1.5 %  |

### 市の構成
レーネは、1969年まで独立した町村であったゴーフェルト、レーネ＝オルト、ミンニヒヒュッフェン、オーベルンベック、ウーレンブルクの各市区からなる。レーネ＝オルトは、1968年まで「オルト」なしで「レーネ」と呼ばれていた。本市の名前は、この町の名前を間接に引き継いだだけで、名前から想像されるように、この市区が市の中心というわけでもなければ、最大市区というわけでもない。本市の名前は、かつてゴーフェルト市区に属していたレーネ＝バーンホーフ集落（直訳すると「レーネ駅」集落）が市の中心にあったことに由来する。レーネが市に昇格するまでに発展した原点となった1846/1847年の駅の建設は、元々はレーネ村（すなわち現在のレーネ＝オルト市区）付近に建設される予定であった。最終的に駅はこれより東よりのゲーフェルト村の西端に建設されることとなったが、駅の名称はそのまま「レーネ」駅を引き継いだ。駅周辺に新たな住宅を建設することも決定された。現在レーネ＝バーンホーフ地区は市の中心となっており、公式の市区ではないものの独立した地区と見なされており、ゴーフェルト市区とは区別して意識されている。ミューレンバッハ川沿いのウーレンブルク市区は人口わずか 500人程度の格段に小さな市区であり、中心となる集落を有していない。多くのレーネ市民は（レーネ＝バーンホーフ地区の場合とは逆に）この地区が公式な市区であるとは認識しておらず、メンニヒヒュッフェン市区あるいはオーベルンベック市区の一部であると思っている。以下の表にレーネ市の構成を示す。
| 市区                                | 市区                                | 集落 | 人口   |
| ----------------------------------- | ----------------------------------- | --- | ------ |
| ゴーフェルト (Gohfeld)              | （本来の）ゴーフェルト              | ゴーフェルト、メルベルゲン、ヴィッテル                                                                                | 11,408 |
| ゴーフェルト (Gohfeld)              | レーネ＝バーンホーフ                | レーネ＝バーンホーフ、ビショフスハーゲン、シュタインジーク                                                            | 6,537  |
| レーネ＝オルト (Löhne-Ort)          | レーネ＝オルト (Löhne-Ort)          | レーネ＝ドルフ、ディッケンドルン、ファルシャイデ、レーナーハイデ                                                      | 6,881  |
| メンニヒヒュッフェン (Mennighüffen) | メンニヒヒュッフェン (Mennighüffen) | メンニヒヒュッフェン、ベーゼブルーフ、グリンミングハウゼン、 ハルシュテルン、クレル、オストシャイト、ヴェストシャイト | 10.133 |
| オーベルンベック (Obernbeck)        | オーベルンベック (Obernbeck)        | オーベルンベック、エラーブッシュ                                                                                      | 6,132  |
| ウーレンブルク (Ulenburg)           | ウーレンブルク (Ulenburg)           | ウーレンブルク、ベック                                                                                                | 407    |
| レーネ市                            | レーネ市                            | レーネ市 | 41,498 |

#### 市の中心
若い都市であるレーネ市は、かつて独立していた町村が合併して成立した経緯もあり、他の都市のような中心街を欠いている。ヴェレ川とレーネ＝バーンホーフ地区の駅との間の地域が長らく中心とみなされている。この地域は、一部で交通が制限され（時間によって歩行者専用地区となる）、オフィスが誘致され、市役所も近くにある。しかし、これまで周辺の中級中心都市であるバート・エーンハウゼン、ビュンデ、ヘルフォルトの影響力に対抗できずにいる。これらのライバル都市は旧来の中心市街の外側に大きなマーケットを形成している。レーネ市では、駅近くの、それまで利用されていなかった土地を開発することで市中心部を活気づける努力がなされている。ここには、新しい音楽学校、ドラッグストアマーケット、ディスカウントショップが建設されている。さらにヴェレタールハレとレーネ音楽学校との間の広場に歩行者専用地区が設けられている。

## 歴史

### 概要
レーネ市は 1969年に初めて成立した大変に若い「市」である。ラーフェンスベルガー地方の文化圏に属す。レーネ市の地域はその交通上の位置において重要である。昔から現在に至るまで、広域間を結ぶ街道がここを通っている。決定的であったのは、19世紀に大規模なレーネ駅が建設されたことであった。この駅は周辺地域の中心点となり、工業化や都市型住宅地の開発を促した。しかし、20世紀になるまでこれ以外の場所は農村型の村落が占めていた。
レーネにあたる地域に関する現存する最も古い文献記録は 993年のものであるが、17世紀以前の記録は総じて乏しい状態である。古代には、ケルスカー族の支配下にあり、後にザクセン人が住んだこの地域は、中世世紀以降ミンデン修道院領に属し、1648年から 300年間（ブランデンブルク＝）プロイセン領であった。プロイセン内では、1719年からミンデン＝ラーフェンスベルク、1815年からビュンデ郡、1832年からヴェストファーレン州ヘルフォルト郡に属した。ヴェストファーレン州は 1946年にノルトライン＝ヴェストファーレン州の一部として併合された。
駅が建設される以前は、何世紀もの間、教会所在地のメンニヒヒュッフェンとゴーフェルトが中心的な村落であった。1843年以降、アムト・ゴーフェルトとアムト・メンニヒヒュッフェンは人的連合を形成した。アムト・ゴーフェルトはゴーフェルトとレーネ（現在のレーネ＝オルト）から成り、アムト・メンニヒヒュッフェンはメンニヒヒュッフェン、オーベルンベック、グーツベツィルク・ウーレンブルク、さらに1919年以降は現在のキルヒレンゲルンの一部を包含していた。両アムトは 1943年にアムト・レーネとして合併し、1969年に市に昇格した。

### 黎明期から18世紀まで
様々な考古学的出土品は少なくとも中石器時代（紀元前5000年頃から）以降、現在のレーネにあたる土地に継続的に集落が営まれていたことを示している。紀元後600年頃からこの地に定住したザクセン人は、その耕作地によって後世においても識別可能な痕跡をこの地に刻みつけた。好まれた定住地は洪水の心配がないヴェレ川の河岸段丘上部であった。当時既に、レーネ＝ドルフ、オーベルンベック、オストシャイトは ドルッベル型集落もしくは単なる農場群や単独農場として存在していた。その他の土地は利用されていないか、あるいは共有地として補助的に利用されるに過ぎなかった。
ザクセン戦争の結果、800年頃にこの地方に入ったフランク人征服者がキリスト教を持ち込み、土地領主制や十分の一税制度の下に住民を隷属させ、メンニヒヒュッフェンやゴーフェルトに賦役領地を確保し、その近くに村の教会を建設した。ニーデルンベック（後のベック家による）もその一つであった。最も重要な土地領主は初期にはヘルフォルト帝国修道院とミンデン修道院であった。
1200年頃から16世紀にはいるまで土地開発が盛んに行われた。それ以前の定住地は拡大され、新たな土地（ヴィッテル、ビショフスハーゲン）が開墾された。エルプケッター、マルクケッター、ブリンクジッツァーといった農民グループが形成された。所領管理人から身を立てた貴族家のクヴェルンハイム家が土地領主権の多くの部分を引き継ぎ、ベック騎士家、ウーレンベルク騎士家が創設された。これらの騎士領は、1600年頃に別の所有者へと譲渡された。最大の土地領主は、1648年から新たにミンデン侯となったブランデンブルク選帝侯、すなわちプロイセン王であった。
ミンデン修道院領あるいはミンデン侯領の枠組みの中で、ゴーフェルトは広範な周辺地域を収める代官の所在地となった。この地域では早くも1530年頃に宗教改革がなされ、ルター派の地域となった。1682年に点在する集落は組織上9つの村にまとめられ、村内の農場には通し番号がつけられた。この番号は、一部は1969年まで使用されていた。17世紀から徐々に、1750年頃からは急速に、賃金収入のある仕事に就く住民の割合が増加していった。仕事は家内でのリンネル織りであった。製品は交易都市であったヘルフォルトやビーレフェルトに運ばれた。
三十年戦争の時代、住民の一部は暴徒化した兵士たちによって、繰り返し甚大な被害を受けた。これはホーエンツォレルン家による統治の初期に、ブランデンブルク＝プロイセンの中心地域と西部領土とを結ぶ幹線街道（旧郵便街道、後のコブレンツ街道、すなわち連邦道 B61号線）が建設され、オランダ侵略戦争、七年戦争、ナポレオン戦争などの戦時に行軍ルートとして使われたためである。また、1759年にはミンデンの戦いの過程で、ゴーフェルト付近で戦闘が行われた。

### 1807年から1945年まで
1807年から1813年までの間、レーネ周辺はナポレオンのフランス支配下に置かれた。初めは属国であるヴェストファーレン王国の一部とされ、1811年以降ヴェレ川から北の領域はフランスの直轄地とされた。解放戦争の結果、1813年に全領域がプロイセンに返還された。
1860年頃までの時代は、深刻化する貧困と飢餓の時代でもあった。その原因は賃金職人に不利になるような利益配分と度重なる凶作にあった。特に、1830年頃からの機械化による家内制リンネル産業の衰退は住民の多くが職を失う壊滅的な事態を招いた。困窮に直面した住民は、1860年までに10人に1人がアメリカに移住し、残りは外国への季節労働に出かけ、ホラントゲンガーなどと呼ばれた。
1846年/1847年のケルン＝ミンデン鉄道の建設は、レーネ周辺地域によって新たな時代を意味した。初めはさほど重要でなかったゴーフェルト西部のレーネ駅は、やがて北西ドイツで最も重要な接続駅に発展した。1855年にオスナブリュックやオランダへ向かうハノーファー西鉄道が、1875年にはハーメルンやドイツ中部へ向かう路線が分岐することになったのである。さらに1911年には大規模な操車場が完成した。その後多くの人が駅に関わる仕事で生計を立てるようになった。その上、文学においても重要な駅として登場している: エーリヒ・マリア・レマルクの反戦小説『西部戦線異状なし』では、訓練のかけ声として「レーネ、乗り換え！」と言わせている。この台詞は鉄道によって形成されたこの街の歴史を簡潔に表しているため、長らく慣用句的に用いられた。良質なインフラが整備された結果、工業化が進展した。初めに盛んになったのはタバコ製造業で、1920年に現在でも重要な家具産業が台頭するまで続いた。駅周辺には「レーネ＝バーンホーフ」と呼ばれる都会風の印象が強い新たな住宅地が形成され、周辺地域の中心地となった。他の集落も成長し、新しい学校、教会、道路が建設された。1900年頃にはすでに、慢性的困窮は最悪の状況から脱していた。
新生運動は、1750年頃からミンデン＝ラーフェンスベルク地方の教会生活に深い跡を残した。この地の教会組織と多くの聖職者が、その重要な部分に関与した。たとえば、ゴーフェルトのフリードリヒ・アウグスト・ヴァイエとエドゥアルト・クーロ、メンニヒヒュッフェンのテオドール・シュマーレンバッハらである。クーロとその息子ヤハネスのおかげで、ゴーフェルトはブラスアンサンブル活動の起点となり、現在でもこの街や周辺地域で活動が盛んである。
深化した19世紀の信仰は、多くの人々が苦難を克服する助けとなり、大衆を宿命論へと傾斜させた。また、それまでのカラフルな衣装は禁止されて簡素な黒と規定され、運動の最盛期にはダンス音楽の演奏が禁止されるといった具合に、庶民のささやかな楽しみを奪うこともあった。
どこまでも神に忠実な聖職者は、無神論的な社会民主主義者の地位を奪うために、影響力の強い自らの地位を利用した。政治的には、1871年以降の帝国議会選挙ではキリスト教系の保守政党が多数を占めた。それでもドイツ社会民主党 (SPD) は、1900年頃から増加した労働者によって、特にレーネ＝オルトやオーベルンベックにおいて多くの票を獲得するようになった。1918年以降、保守党（ドイツ国家国民党 = DNVP）と SPD は、ほぼ互角の勢力を有していた。
1914年から1918年までの間に、約 650人が第一次世界大戦で兵士として戦死した。ヴァイマル体制下、1923年からのインフレーション、それに続く一時的な安定の後の1929年からの深刻な経済危機といった騒然とした時代は、アムト・ゴーフェルト＝ミンニヒヒュッフェンにも暗い影を落とした。
相変わらず強い勢力を保持していた保守系支持者が国家社会主義に感化され、1930年から1933年の選挙では全国平均を上回る国家社会主義ドイツ労働者党 (NSDAP) の大きな勝利に貢献した。たとえば、1932年7月の帝国議会選挙における NSDAP の得票率は、全国平均が 37.3 % であったのに対し、当アムトでのそれは 43.8 % であった。1933年3月の選挙により、他の自治体同様、レーネにおいてもナチスの権力掌握、強制的同一化がなされ、圧政が布かれた。ナチスに対する公然とした抵抗はほとんどなかった。ただミンニヒヒュッフェンの教会だけは例外であった。この教会を指導する牧師であったエルンスト・ヴィルムは告白教会と近い関係にあった。ナチ政権下での直接的な犠牲者として 40人が判明している。聖書研究家、ユダヤ人、あるいは好ましくない政治活動を行ったという理由で拘禁され、あるいは強制収容所に送致された。このうち少なくとも 5人（いずれも聖書研究家）が殺害された。しかし、拘禁され、あるいは殺害された、表に出ていない人数は、これよりもかなり多いはずである。戦争の最終年にあたる 1945年に、アムト・レーネには約千人の外国人強制労働者がいた。彼らの生活環境や労働環境についてはほとんど分かっていない。

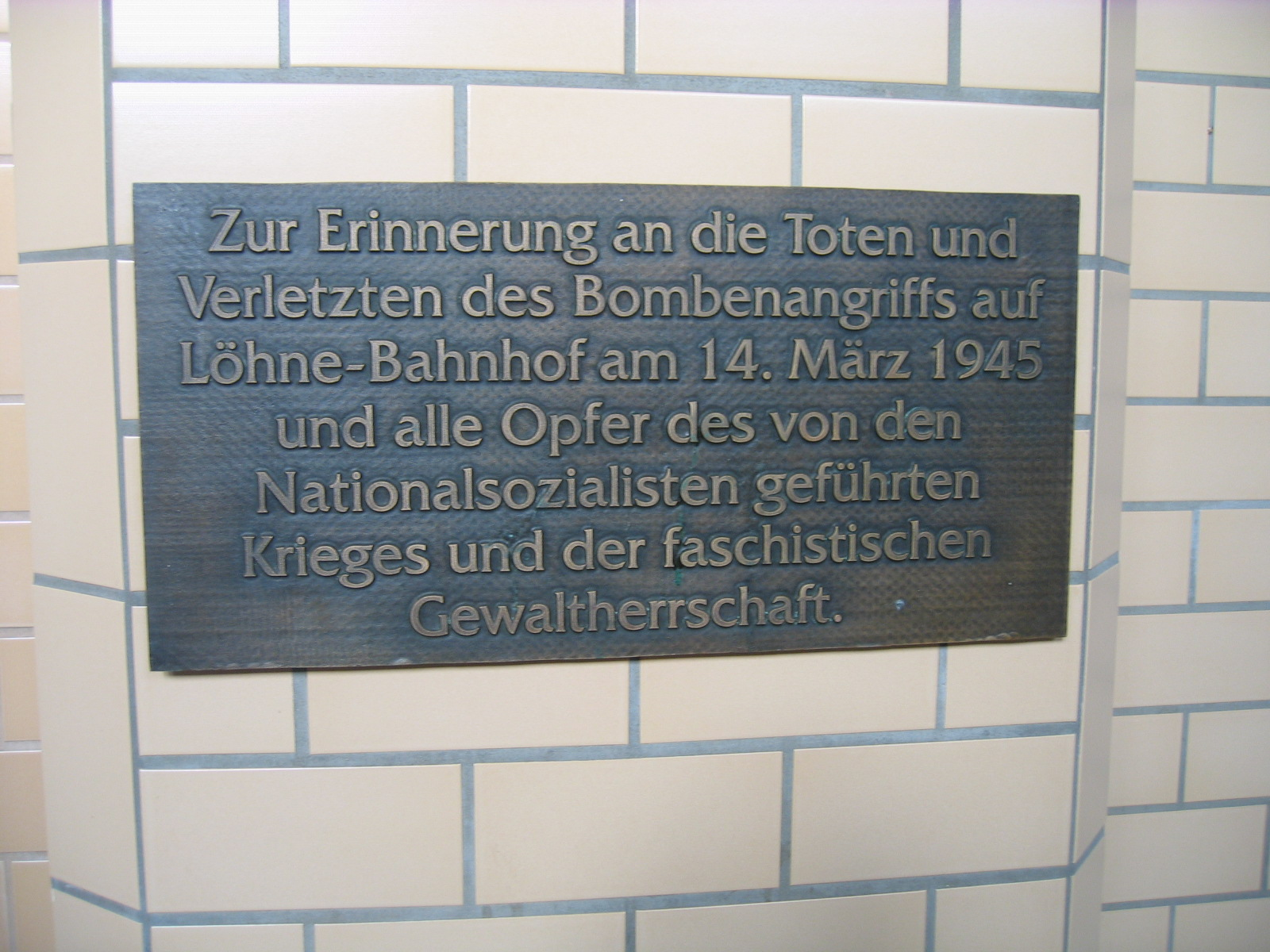
レーネ駅に掲げられた1945年3月14日の空爆犠牲者および国家社会主義とファシズムの犠牲者に対する追悼記念プレート

ルール地方での戦闘を間近にして、レーネは国防軍の補給を担っていた。1945年3月14日、連合国軍の航空部隊はレーネ駅に激しい空爆を行った。300機の航空機が15分の間に約2200発の爆裂弾と2万発の焼夷弾を投下した。その大部分が鉄道路線の外側に着弾した。約 130人が死亡し、500棟以上の建物が破壊または損傷した。アメリカ軍は、1945年4月3日に戦闘のないままこのアムトを占領した。

### 1945年以後
終戦は体制の崩壊とともに、戦時中から既に縮小されていた物資補給の著しい劣化をもたらした。近隣の村の若者たちによって、停車中の貨物列車から物資を盗み出す、「コールクラン」（直訳すると「石炭泥棒」）とよばれる事件が多発した。こうした忍耐を要する事態は1948年まで続いたが、通貨改革などにより大きく改善された。この間、特に深刻だったのが住宅不足であった。それは、旧ドイツ東部領土やソヴィエト占領地区からの 5,000人以上の難民、帰還兵、他の都市からの避難民、イギリス占領軍の一部を受け容れたことによるものであった。さらに、1945年の空爆と1946年2月に起こったヴェレ川の氾濫によって多くの住宅地が倒壊していた。公的支援に後押しされた長期的な建設ブームにより、1950年代以降、事態は緩和していった。多くの難民たちは、最初こそトラブルがあったが、やがてうまく馴染んでいった。
ノルトライン＝ヴェストファーレン州の地域再編に伴って、1969年１月1日に、それまでの5町村が、レーネとして統合された。

## 住民

1785年から2007年のレーネの人口推移

### 人口推移
1969年以前の人口は、当時は独立していた町村の人口を合計した値である。その領域は現在の市域とはわずかに異なっている。

### 言語
高地ドイツ語がレーネ周辺地域の日常語である。100年前には高地ドイツ語は外国語であり、学校や教会で学び、公式の場においてのみ使われる言葉であった。レーネ住民の仲間内では低地ドイツ語が話されていた。3世代の間にこうした風習はレーネでは廃れてしまった。第二次世界大戦後、こうした風習が田舎風で時代遅れとみなされたためである。さらに1945年以後、多くの東方からの難民やその後の移住者に高地ドイツ語しか通じなかったことも要因である。その後、市民大学のコースや、低地ドイツ語による新聞記事、演劇上演を通じて、言語継承者を保護する試みがなされている。
レーネではヴェストファーレン語圏に属すオストヴェストファーレン語のヴァリエーションの一つであるラーフェンスベルク方言の低地ドイツ語が話されていた。ヴェストファーレン語の基本的な特徴はレーネの言葉にも見られる。二重母音が多いこと、中低ドイツ語の長音のaが短いoに置き換えられること、中低ドイツ語の短いaが長音に引き延ばされること、語中音のskが保持されていることなどである。
レーネのような新しい時代に統合された地域は言語上一体でないことがある。集落によって、特に発音上の違いが見られる。レーネの市域はこうした言語上の違いにより、3つの部分に分けられた: ゴーフェルト、ヴェレ川の北側地区（ミンニヒヒュッフェン、オーベルンベック、ウーレンブルク）とレーネ＝オルトであった。これが3つの古い教会区と一致していることは明らかである。中央に位置する新興地区のレーネ＝バーンホーフ集落では、これらを混合した言葉が話されており、言語上の影響地域は明らかでなかった。

## 行政

### 議会
レーネの市議会は、44議席からなる。これに市長が議長として加わる。

### 首長
2009年の選挙で無所属のハイツ＝ディーター・ヘルトは 48.05 % の票を獲得して、当時現職であった CDU 所属候補のクルト・クヴェルンハイム（得票率 35.33 %）と交替した。2015年の市長選挙で、ベルント・ポッゲメラーは 55 % の票を獲得して市長に選出された

### 紋章
図柄: 緑地に、向かって右上から左下に斜めに銀の波帯。その中に3つの赤い睡蓮図形。
1970年にデトモルト行政管区長官によって認可されたレーネの紋章は、銀の波帯でヴェレ川を表現している。この川は、かつてのアムト・ゴーフェルトとアムト・メンニヒヒュッフェンとを分けると同時に、両アムトを結ぶ川でもあった。赤い睡蓮図形はこの地域の歴史を象徴する意匠としてザクセン公の紋章から採られた。睡蓮図形はザクセン族のエンゲルン公の旗印であった可能性もある。この意匠は、16世紀にはザクセン＝ラウエンブルク公領のヴェストファーレン部分を示す紋章としても使用されている。この紋章は1930年代の国家社会主義の時代には使用が禁止され、1943年に成立したアムト・レーネによって再び使用されることとなった。

### 姉妹都市・友好都市
- シュピトタール・アン・デア・ドラウ（オーストリア、ケルンテン州）

この他、以下の都市と友好関係を結んでいる。
- コロンバス（アメリカ合衆国、インディアナ州）1993年
- Condega（ニカラグア、エステリ県）1994年
- レーベル/ミューリッツ（ドイツ、メクレンブルク＝フォアポンメルン州）1996年
- ミェレツ（ポーランド、ポトカルパチェ県）2002年

## 経済と社会資本

### 交通

#### 道路
レーネの市域を東西に貫くアウトバーン A30号線は、市内に3つのインターチェンジを有している。レーネ・ジャンクションから分岐した連邦道 B61号線はヘルフォルトを経由して、ビーレフェルトやギュータースロー方面へ向かう。アウトバーン A2号線は、南東部の市境から 2 – 3 km の場所を通っている。また、連邦道 B239号線は西の市境から遠くない場所を通っている。2008年9月に、いわゆる北バイパスの建設が始まった。工期はおよそ 5年から 6年と予定されている。この道路の建設により、A30号線がレーネ・ジャンクション以降延伸され、これまで接続していなかったA2号線にバート・エーンハウゼン市内で直接接続するようになる。レーネの自治体や住民たちの間で、このプロジェクトは賛否両論ある。レーネは交通の要衝としての施設に関してはドイツでも特異な先駆的地位を確保している。バイパス道路建設により、市内の通行量が著しく改善されている。

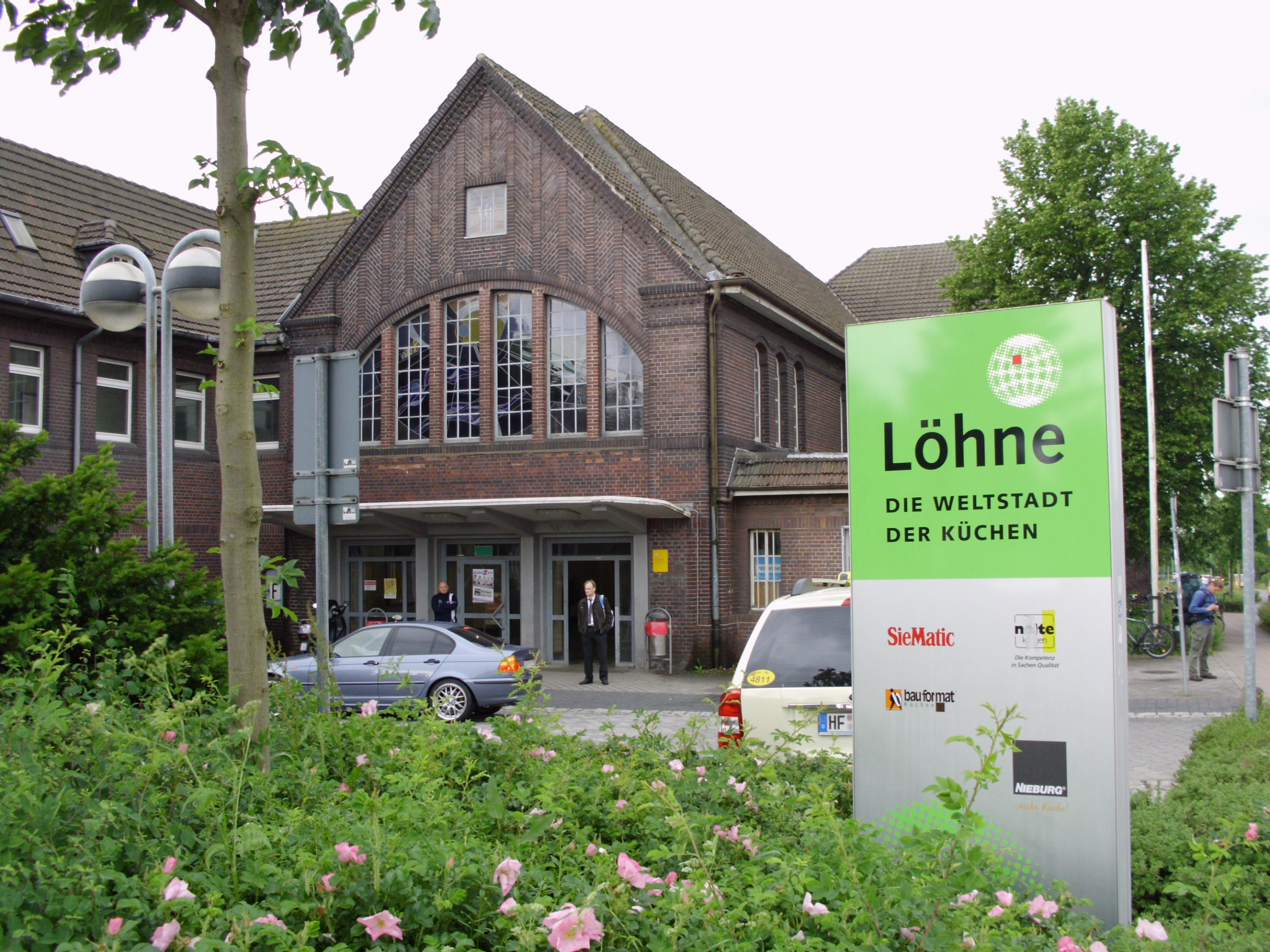
レーネ駅

#### 鉄道およびバス交通
レーネ駅は、かつては鉄道ハム – ミンデン線、ハノーファー西鉄道、ヴェーザー鉄道の接続駅として旅客交通、貨物交通の両面で大変に重要な駅であった。現在は、以下の方面を直通で結ぶローカル列車がほぼ1時間間隔で運行している: ビーレフェルト – ルール地方 – デュッセルドルフ、ミンデン – ハノーファー – ブラウンシュヴァイク、ハーメルン – ヒルデスハイム。また、2時間ごとにオスナブリュック – ライネ（平日はさらにニーンブルクまで）の列車もある。ゴーフェルト駅は、1992年に営業を停止した。レーネ操車場も廃止されている。
レーネにおけるバス交通は、「ヴェレ＝バス」という商標名の下で運営されている。ローカルバスは内市街の交通発展の一翼を担っている。大型バスによる通常運行を行っている路線としては、バート・エーンハウゼン方面（430系統）、ヘルフォルト方面（425系統）、ヒュルホルスト方面（615系統）行きがある。純然とした市内路線には小型バスが使用され、その多くはデマンドバスとして運行している。平日は30分間隔で運行している430系統の他は、1時間間隔で運行されている。中心となる接続バスステーションは、エーリヒ＝マリーア＝レマルク・プラッツ/バーンホーフ・バスステーションである。通学の時間帯には大型バスが投入されて輸送量が強化される。
レーネは運賃共同体「デア・ゼクサー」（OWL交通GmbH）に属している。

#### 航空
最寄りの国際空港は約 100 km 離れたハノーファー/ランゲンハーゲン空港である。もう一つの空港としては、南西に位置するパーダーボルン＝リップシュタット空港がある。この空港はレーネから 80 km の距離に位置している。

#### 自転車
レーネ市内およびその周辺には、標識が整備された自転車道網やローカルな自転車道がある。エルゼ川との分岐点からエルゼ川およびヴェレ川の谷を通って、ヴェーザー川まであと10 km という地点までつながるエルゼ＝ヴェレ自転車道がレーネを通っている。また、食塩採取の痕跡をたどる環状自転車道のゾーレヴェーク（直訳すると「塩の径」）もある。

### 地元企業
経済は中規模企業が支えている。レーネは2005年から「キッチンの世界都市」を名乗っている。これは、4つの大きなキッチン家具製造業者がこの街にあることによる。最大の雇用主はキッチン家具製造業者のノルテ、ジーマティック、バウフォルマート、ニーブルクである。家具産業の下請けとして 1,000人分の職場がある。毎年9月にキッチン家具業者の共同見本市「キューヒェンマイレ」が開催される。

### メディア
日刊紙では、ノイエ・ヴェストフェリシェとヴェストファーレン＝ブラットが地方版を刊行している。ローカルラジオ局のラジオ・ヘルフォルトは、94.9 MHz で送信されている。レーネは、西ドイツ放送のビーレフェルト地方スタジオの管轄地域に属している。

### 教育
レーネには、8校の基礎課程学校、レーネ西本課程学校、2校の実科学校（レーネ市立実科学校とゲーテ実科学校）、ベルトルト＝ブレヒト総合学校、レーネ市立ギムナジウム、アウグスト＝グリーゼ職業補習高等専門学校、ヴェレタールシューレ（学習障害者のための特別学校）および市民大学がある。
レーネ西本課程学校は、ヘルティー財団とローベルト＝ボッシュ財団によって設立された学校で、2005年に本課程学校コンテスト「ドイツのベスト本課程学校」で3位を獲得した。この学校は、生徒の個別育成教育の試みによって、2008年にノルトライン＝ヴェストファーレン州教育省から表彰された。これを讃えて、連邦首相アンゲラ・メルケルは、本課程学校の教育視察の際、2008年8月22日にこの学校を訪れた。

## 文化と見所

### 建築と公園

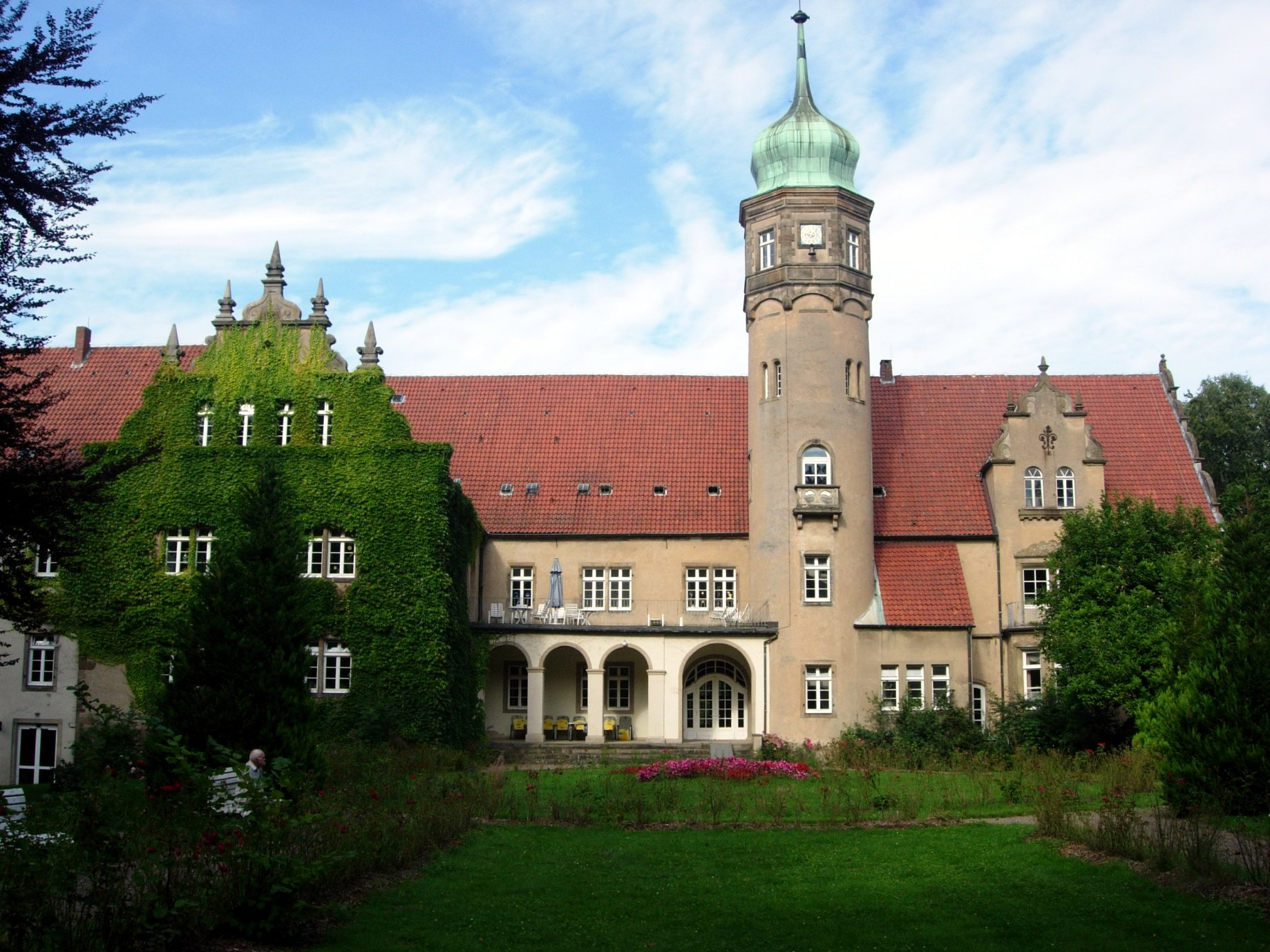
ウーレンブルク城

ウーレンブルク城: ウーレンブルク城は、ヴェーザールネサンス様式の水城である。1299年に初めて記録され、騎士の居城として保持された後、1568年から1570年におおむね現在の姿になったが、小規模な改築は1900年頃までなされていた。現在の所有者はヴィテキンツホーフ療養・養護施設であり、周辺建造物と併せて精神障害者のための居住スペースや授産所を含む社会福祉施設として利用されている。この城は予約すれば見学することができる。
城の周辺: ウーレンブルク城に接した水堀とミューレンバッハ川との間にウーレンブルク城館公園がある。この公園は、19世紀後半に景観庭園として造営され、古い木立や広い芝生広場、夏の花が植えられた芝生の円形花壇がある。この公園は一般公開されており、夏にはレーネの夏芝居などの野外文化イベントのための舞台が設置される。特筆すべきは、一部は18世紀に植えられたオーク、マロニエ、ボダイジュ、トネリコ、ハリエンジュなどの木立が続く長さ 2 km の絵画的な並木道「ウーレンブルガー・アレー」である。この並木道は、ウーレンブルクとかつてのベック家のレーネ騎士館とを結んでいた。ベック家の所領は、1147年に初めて記録されている。現在のデンマーク王家は、このベック領主家と血縁関係にある。ベック家はデンマーク王家であるシュレースヴィヒ＝ホルシュタイン＝ゾンダーブルク＝グリュックスブルク家（元来はベック公家）の本家筋にあたる。ウーレンブルクの近くには、ウーレンブルクの森やウーレンブルクの荒地があり、広大なレーネの森に続く遊歩道が伸びている。

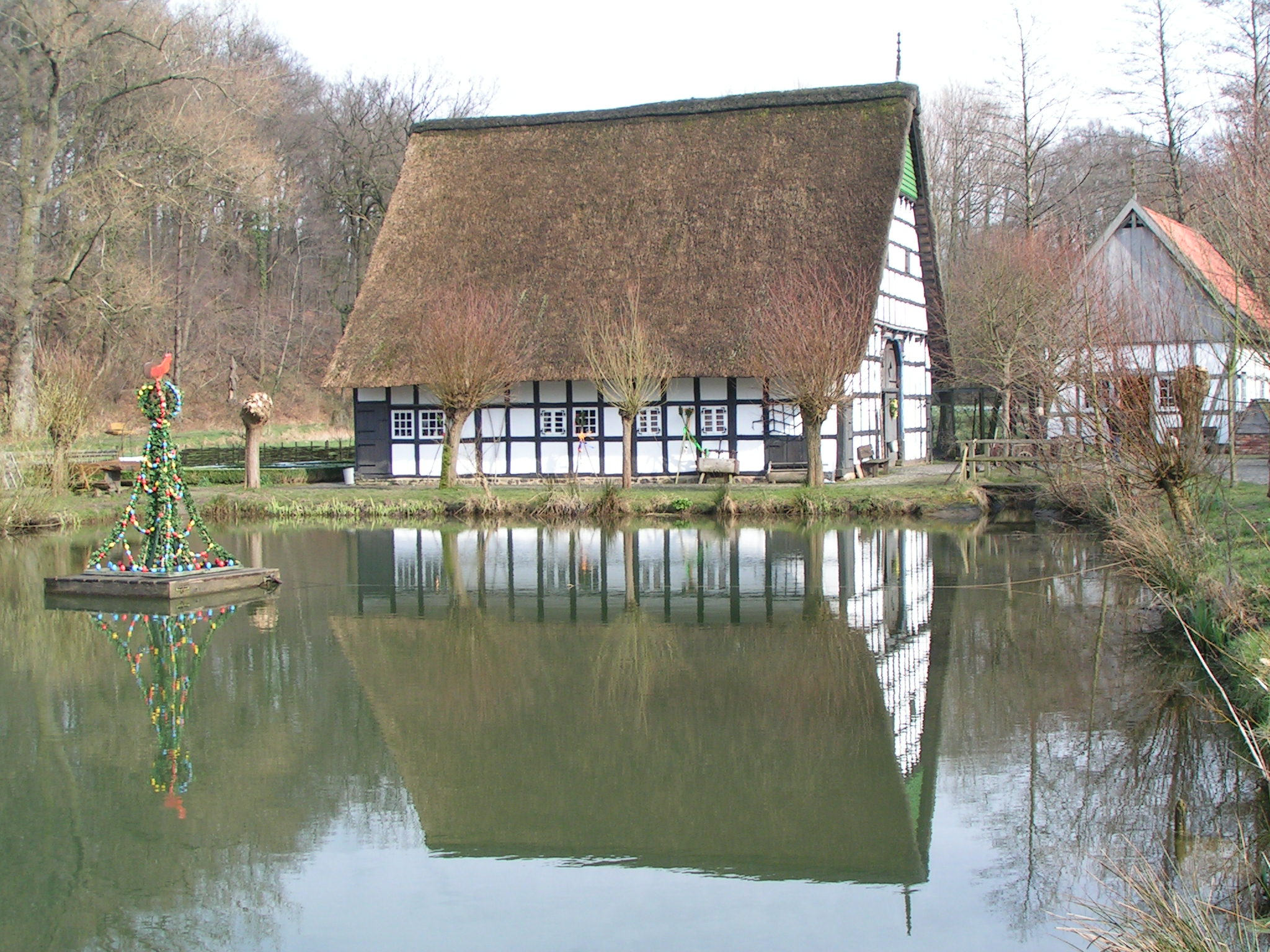
リュールプスミューレ

リュールプスミューレ: リュールプスミューレは、400年以上前の建物である。この水車は、1841年建造のパン焼き小屋および木組み建築の納屋、1727年建造の葦葺きの農家とともに建築アンサンブルを形成している。ここでは、「ライ麦からパンへ」のモットーの下、昔行われていたパン作りの全工程を展示している。
パルク・デア・マーギシェン・ヴァッサー: パルク・デア・マーギシェン・ヴァッサー（直訳すると「不思議な水の公園」）は、「アクア・マジカ」（魔法の水）をモットーとする、バート・エーンハウゼンとレーネとにまたがる公園である。この公園は、2000年の庭園博のために、フランス人造園家アンリ・バーバとオリヴィエ・フィリップによって1997年に設計された。広さ約 20 ha のこの公園には、エーンハウゼンに温泉をもたらした塩分を含んだ鉱泉源がある。ハイライトは深さ 18 m の「クレーター」で、ここから「クレーター」の周囲にまで噴水が吹き上がる。

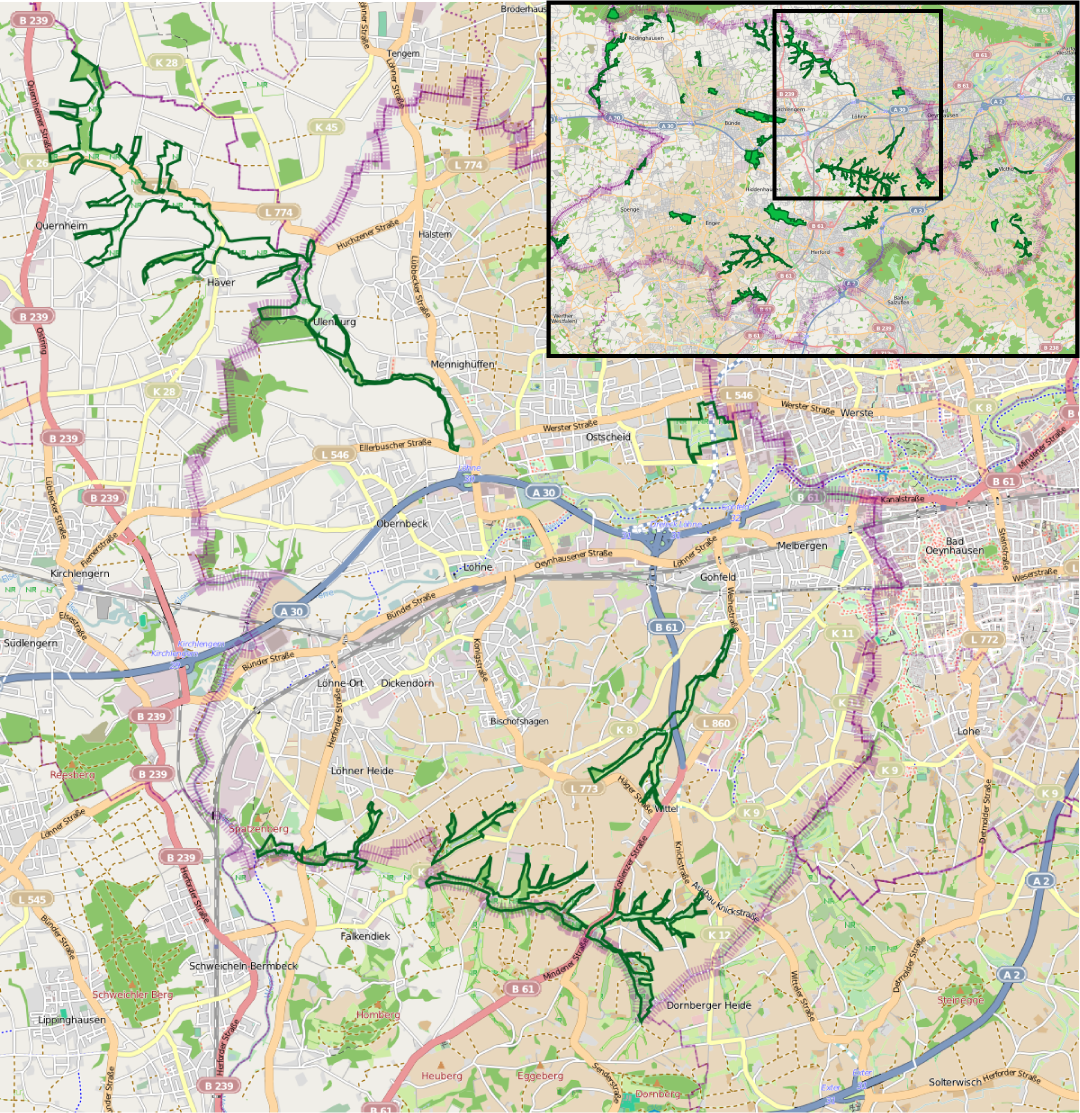
レーネの自然保護地区

- ウーレンブルガー・アレー
- 「アクア・マジカ」の「クレーター」

### 自然保護地区
市域内には 4つの自然保護地区がある。このうちズートバッハタール保護地区とブルートヴィーゼ保護地区の 2つは完全に市内に包含されているが、他の 2つ、ブラムシュバッハ＝ナーゲルスバッハトールント保護地区とレーマーロー＝メンニヒヒュッファー・ミューレンバッハ保護地区は、その一部がレーネに属している。市域内の自然保護地区の合計面積は、163.6 ha で、市域の約 2.75 % が自然保護地区にあたる。

### 博物館
レーネ博物館は、本市周辺の文物を展示している。たとえば、氷河時代の動物相、石器時代や青銅器時代の出土品、6世紀の「ゴーフェルトの丸木船」などである。この他にリンネル織りや農民の生活、タバコ製造業、古いレーネの習慣に関する展示もある。
ケメナ水車博物館: ミッテルバッハのケメナ水車は、1991年に実用運転を停止した後、1996年に完全可動の博物館となっている。水車本体は 1893年製だが、建物は 1655年に建造されたものである。

### ヴェレタールハレ
ヴェレタールハレは、駅の近くにある細事ホールであり、地元内外の芸術家が行う様々な文化イベントの舞台となっている。ここでは、演劇グループ「ラーフェンスベルガー・ダンス・ウント・シュピールデール」による低地ドイツ語作品の上演や、レーネ映画芸術振興会による映画上映も行われている。このホールには、この他に、市営ギャラリー、市民大学、青年センター「リフ」、ジュニア芸術学校が入居している。

### 音楽
レーネには、主に以下の音楽団体がある: アコーディオン・オーケストラ・レーネ、ブラスバンド・レーネ、自然愛好会合唱団、混声合唱団のカントライ＝レーネ（＝オルト）、オーベルンベックおよびレーネ＝マーネン、ハーモニー男声合唱団とその他3つの男声合唱団、聖ラウレンティウス教会合唱団、教会ブラスアンサンブル、レーネ音楽学校合唱団。この他、レーネ音楽学校が定期的にコンサートを開催している。「ブリタ・ウント・ウルリヒ・フィントアイゼン芸術および建築財団」が経営する新しい音楽学校がヴェレタールヘレの向かいに建設された。ここでは土壌から有害物質が発見されたため、2011年初めから2013年夏まで空き地とされる予定である。その間にすべての有害物質が除去されることになっている。

### スポーツ
スポーツクラブとしては、サッカークラブ SV レーネ＝オーベルンベック、FC ゴーフェルト、SV ビショフスハーゲン＝ヴィッテル、VfLメンニヒヒュッフェン、TuRa レーネ、ハンドボールクラブHSG レーネ＝オーベルンベック、水泳クラブ「アクヴァリウス」、DLRG レーネ、TuS ゴーフェルト、様々なスポーツ種目を有する TV レーネがある。
レーネにはゴルフクラブ・ヴィドゥキントラントの 18ホールのゴルフ場がある。

### その他
レーネの屋内・屋外プールは人気がある。レーネ＝バーンホーフに本館が、ゴーフェルトとメンニヒヒュッフェンにそれぞれ分館がある市立図書館は、5万点のメディアを収蔵している。
年中行事としては、ウーレンブルクでのゾンマーテアター（夏芝居）の他に、祝祭広場での市祭や、市区ごとの射撃祭、市区祭がある。

## 人物
- デンマーク王家であるシュレースヴィヒ＝ホルシュタイン＝ゾンダーブルク＝グリュックスブルク家、すなわちシュレースヴィヒ＝ホルシュタイン＝ゾンダーブルク＝ベック本家は、レーネのベック家の末裔である。この家系の始祖であるアウグスト・フィリップ・フォン・シュレースヴィヒ＝ホルシュタイン＝ゾンダーブルク＝ベックは、1675年にベックで死亡した。ベックで生まれたの著名人としては、元帥のフリードリヒ・ルートヴィヒ・フォン・シュレースヴィヒ＝ホルシュタイン＝ゾンダーブルク＝ベック（1653年 - 1728年）やフィリップ・ルートヴィヒ・フォンシュレースヴィヒ＝ホルシュタイン＝ゾンダーブルク＝ヴィーゼンブルク（1620年 - 1689年）がいる。

### ゆかりの人物
- レーナ・ゲスリング（1986年 - ）女子サッカー選手。U-19世界チャンピオンチーム選手。レーネで育った。
- ロベルト・テッシェ（1987年 - ）サッカー選手（2013年現在 ハンブルガーSV に所属）。レーネで育ち、長らく VfL メンニヒヒュッフェン に所属した。

## 引用
1. ↑  Bevölkerung der Gemeinden Nordrhein-Westfalens am 31. Dezember 2023 – Fortschreibung des Bevölkerungsstandes auf Basis des Zensus vom 9. Mai 2011
2. ↑  Max Mangold, ed (2005). Duden, Aussprachewörterbuch (6 ed.). Dudenverl. p. 517. ISBN 978-3-411-04066-7
3. ↑  気温[リンク切れ]
4. ↑  降水量[リンク切れ]
5. ↑  日照時間[リンク切れ]
6. ↑  Kommunalprofil Löhne, PDF, ノルトライン＝ヴェストファーレン州データ管理・統計局、2012年12月31日現在（2013年11月30日 閲覧）
7. ↑  Stadt Löhne: Daten und Fakten（2013年11月30日 閲覧）
8. ↑  ノイエ・ヴェストフェーリシェ（レーネ版）2008年3月18日付け
9. ↑  Martin Bünermann: Die Gemeinden des ersten Neugliederungsprogramms in Nordrhein-Westfalen. Deutscher Gemeindeverlag, Köln 1970, p. 75.
10. ↑  Neue Westfälische - Bürgermeisterwahl in Löhne（2016年5月7日 閲覧）
11. ↑  "Hauptschule Löhne-West" Hauptschulpreis 2005（2013年11月30日 閲覧）
12. ↑  Hauptschule Löhne-West (Unsere Schule)（2013年11月30日 閲覧）
13. ↑  Brass Band Löhne（2013年11月30日 閲覧）
14. ↑  SV Löhne-Obernbeck（2013年12月1日 閲覧）
15. ↑  FC Online Wir sind Gohfeld（2013年12月1日 閲覧）
16. ↑  S.V. Bishofshagen-Witterl（2013年12月1日 閲覧）
17. ↑  TuRa Löhne 1910 e.V.（2013年12月1日 閲覧）
18. ↑  TV Löhne-Bahnhof v, 1902 e,V,（2013年12月1日 閲覧）
19. ↑  Golfclub Widukindland（2013年12月1日 閲覧）